# Povrhnji antigen
Povrhnji ali plaščni antigen (okrajšano HBsAg; angl. hepatitis B virus surface antigen) je antigen površine virusa hepatitisa B v serumu bolnikov s tem hepatitisom.

## Kodirajoči gen
Povrhnji antigen se nahaja v virusni kapsidi in zapis zanj vsebuje gen S, ki ima 3 razdelke: preS1, preS2 in S. Odvisno od tega, kateri razdelki se preberejo, lahko nastanejo 3 različne beljakovine, velika, srednja in mala beljakovina. Bolj imunogena predela antigena HBsAg predstavljata preS1 in preS2.

## Prisotnost v serumu
V serumu je zaznaven v visokih koncentracijah pri akutnem ali kroničnem hepatitusu B. Njegova prisotnost kaže na kužnost okužene osebe. Pri cepljenih osebah v serumu HBsAg ni prisoten; zaznavna so le protitelesa proti HBsAg (HBsAb).

## Imunost
Imunski sistem načeloma izdeluje proti povrhnjemu antigenu protitelesa. Razvoj celične in humoralne imunosti proti HBsAg pomeni zaščito. Kot osnova cepiv proti hepatitisu B se uporalja rekombinantni HBsAg, ki sproži v organizmu nastanek protiteles HBsAb in s tem odpornost proti okužbi. Prisotnost protiteles HBsAb v odsotnosti antigena HBsAg tako nakazuje, da je bila oseba cepljena proti hepatitisu B ali pa, da je proti virusu imuna zaradi izpostavitvi virusu v preteklosti, kateri je sledila ozdravitev. Če je prisoten antigen, protitelesa pa niso zaznavna, gre bodisi za akutno bodisi za kronično okužbo z virusom.

## Zgodovina
Antigen je prvič osamil ameriški zdravnik in Nobelov nagrajenec Baruch S. Blumberg iz seruma avstralskega Aborigina.